# フォルス (小惑星)
フォルス (5145 Pholus) は、ケンタウルス族に属する小惑星である。近日点が土星軌道付近、遠日点が海王星軌道のすぐ外側にある楕円軌道を描いている。紀元前764年以降、どの惑星にも1天文単位以内まで接近したことがなく、次に接近するのは5290年だと予想されている。エッジワース・カイパーベルトを起源に持つと考えられている。
フォルスは1992年、アリゾナ大学のスペースウォッチ計画に参加していたデイヴィッド・ラビノウィッツによって発見された。名前も彼の提案によるものであり、ギリシア神話のケンタウロスの一人ポロスのラテン語表記にちなんで名づけられた。
フォルスはケンタウルス族の中では二番目に発見された天体であり、少なくとも2005年までに発見された太陽系の天体としては最も赤いものである。そのために「ビッグ・レッド」とあだ名されることがある。この色は表面にある有機化合物によるものと推測されている。
フォルスの表面は、反射スペクトルから暗いアモルファスカーボンの領域と、水の氷、メタノールの氷、カンラン石、ソリンと呼ばれる有機化合物などの混合物からなる領域に分かれていると推測されている。
同じくケンタウルス族に属するキロンと異なり、フォルスには彗星に見られるような活動は観測されていない。